# Sycon carteri
Sycon carteri är en svampdjursart som beskrevs av Arthur Dendy 1893. Sycon carteri ingår i släktet Sycon och familjen Sycettidae.
Artens utbredningsområde är havet kring Australien. Inga underarter finns listade i Catalogue of Life.